# Улядаровка
Улядаровка (баш. Улядаровка) — хутор в Федоровском районе Республики Башкортостан Российской Федерации. Входит в состав Федоровского сельсовета.

## География

### Географическое положение
Расстояние до:
- районного центра (Фёдоровка): 10 км,
- центра (упразднённого) Кузьминовского сельсовета (Кузьминовка): 4 км,
- ближайшей ж/д станции (Мелеуз): 75 км

## История
Вплоть до 2008 года Улядаровка входила в состав Кузьминовского сельсовета, упразднённого согласно Закону Республики Башкортостан от 19.11.2008 N 49-з «Об изменениях в административно-территориальном устройстве Республики Башкортостан в связи с объединением отдельных сельсоветов и передачей населённых пунктов».

 "Статья 1:
Внести следующие изменения в административно-территориальное устройство Республики Башкортостан:
 44) по Фёдоровскому району:
а) объединить Фёдоровский и Кузьминовский сельсоветы с сохранением наименования «Фёдоровский» с административным центром в селе Фёдоровка.
Включить село Кузьминовка, деревню Маганевка, хутор Улядаровка Кузьминовского сельсовета в состав Фёдоровского сельсовета. 
Утвердить границы Фёдоровского сельсовета согласно представленной схематической карте.

Исключить из учётных данных Кузьминовский сельсовет

## Население
| 2002 | 2009 | 2010 |
| ---- | ---- | ---- |
| 26   | →26  | ↘11  |